# جورج ميدير
جورج ميدير (بالألمانية: Georg Mader)‏ هو رسام نمساوي، ولد في 9 سبتمبر 1824 في Steinach am Brenner ‏ في النمسا، وتوفي في 31 مايو 1881 في وادي غاشتاين في النمسا.